# Phrygionis miura
Phrygionis miura là một loài bướm đêm trong họ Geometridae.